# 井上俊久
井上 俊久（いのうえ としひさ）は、戦国時代の武将。毛利氏の家臣。

## 生涯
詳しい系譜は不明だが、安芸井上氏に生まれ、福原広俊から「俊」の偏諱を貰い受けて「俊久」と名乗った。
永正年間に幼少の毛利元就から多治比猿掛城と所領を横領した井上中務丞が死去すると、俊久は井上俊秀と共に元就へ多治比の所領が返還されるよう尽力した。
享禄5年（1532年）7月13日付の毛利氏家臣団32名が互いの利害調整を元就に要請した連署起請文では、20番目に「井上肥後守俊久」と署名している。
後に元就は自分を支えてくれた家臣の一人に俊久の名を挙げている。その他、俊久と共に名前を挙げられているのは志道広良、井上有景、井上俊秀、国司有純、国司有相、粟屋元国。
没年は不明。